# وشنه
وشنه (به لاتین: Wyszyny) یک روستا در لهستان است که در گمینا بوزنگ واقع شده‌است. وشنه ۸۲۰ نفر جمعیت دارد.